# تورالف پترس
تورالف پترس (آلمانی: Thoralf Peters؛ زادهٔ ۱۳ ژانویهٔ ۱۹۶۸) قایقران روئینگ اهل آلمان است.